# ألبرت في
ألبرت في هو سياسي كندي، ولد في 3 مايو 1880 في Sedgewick, Alberta ‏ في كندا، وتوفي في 26 أغسطس 1957 في إدمونتون في كندا. نشط حزبياً في حزب الائتمان الاجتماعي في ألبرتا ‏. وقد انتخب عضو الجمعية التشريعية في ألبرتا ‏.